# Unité urbaine de Saint-Amand-Montrond
L'unité urbaine de Saint-Amand-Montrond est une unité urbaine française centrée sur la ville de Saint-Amand-Montrond, sous-préfecture et troisième ville du département du Cher, située dans la région Centre-Val de Loire.

## Données globales
En 2010, selon l'Insee, l'unité urbaine de Saint-Amand-Montrond qui est située dans le département du Cher est composée de trois communes, toutes situées dans le canton de Saint-Amand-Montrond.

## Délimitation de l'unité urbaine de 2010
Liste des communes appartenant à l'unité urbaine de Saint-Amand-Montrond selon la nouvelle délimitation de 2010 et population municipale de 2008 (Liste établie par ordre alphabétique).
| Commune              | Superficie | Population  | Densité de population |
| -------------------- | ---------- | ----------- | --------------------- |
| Drevant              | 4,8 km2    | 589 hab.    | 122.7 hab/km²         |
| Orval                | 7,7 km2    | 1 933 hab.  | 251 hab/km²           |
| Saint-Amand-Montrond | 20,2 km2   | 11 376 hab. | 563 hab/km²           |
| Unité urbaine        | 32,7 km2   | 13 898 hab. | 425 hab/km²           |

## Sources
1. ↑  Population légale des communes du département du Cher en 2008